# Brzeg Głogowski

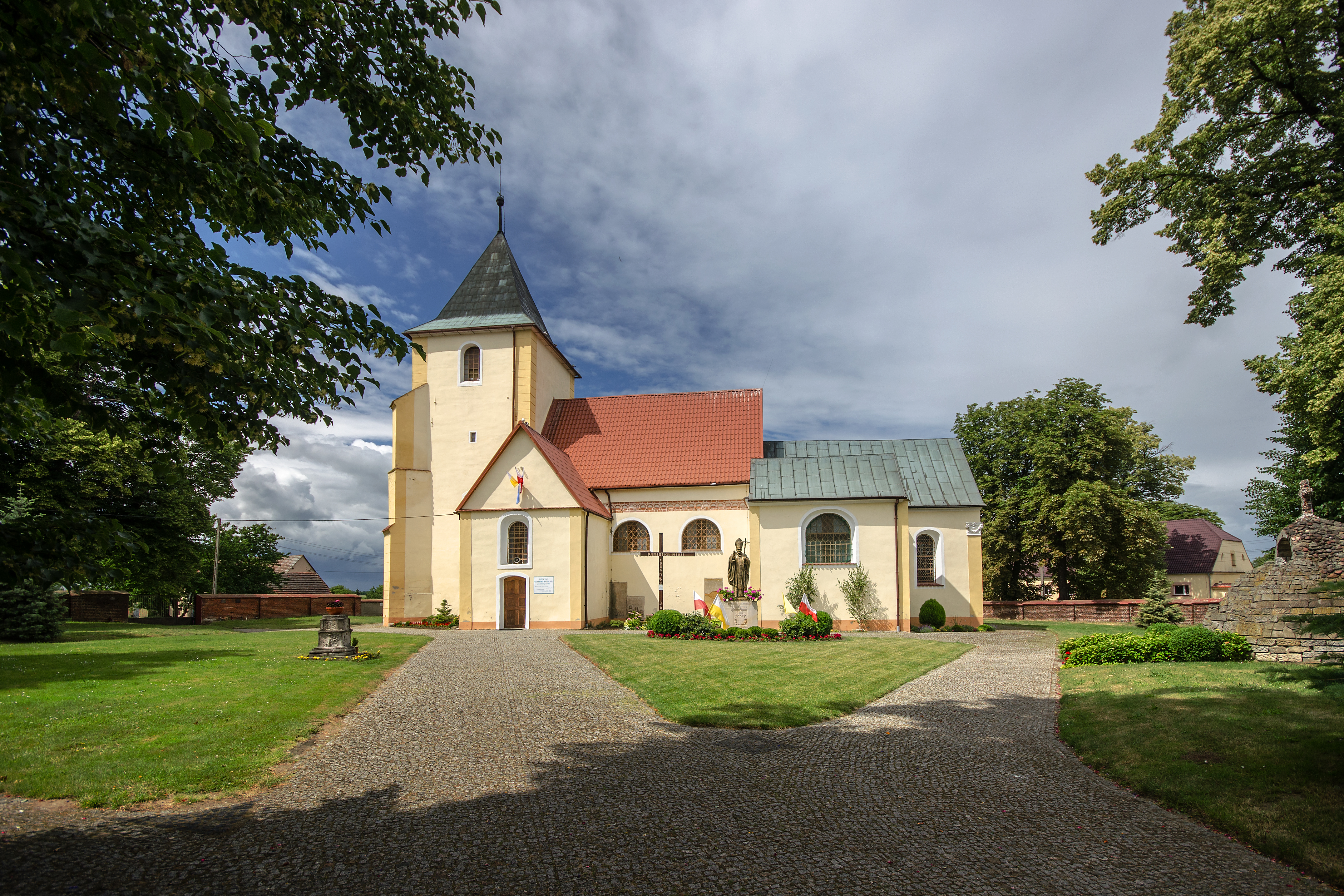
Kościół Bożego Ciała w Brzegu Głogowskim

Brzeg Głogowski (niem. Brieg) – wieś w Polsce położona w województwie dolnośląskim, w powiecie głogowskim, w gminie Żukowice, w Pradolinie Głogowskiej, 16 km na zachód od Głogowa, na lewym brzegu Odry. Jest to trzecia spośród największych wsi w Gminie Żukowice (po miejscowościach Kromolin i Nielubia).
We wsi znajduje się szkoła podstawowa, do której uczęszcza młodzież z tutejszej wsi oraz ze wsi Czerna. Przy szkole usytuowany jest również kort tenisowy, boisko do gry w koszykówkę i piłkę nożną. W Brzegu Głogowskim znajduje się jednostka Ochotniczej Straży Pożarnej, wieś posiada salę wiejską. Przez Brzeg Głogowski przebiega linia kolejowa Wrocław – Szczecin ("Odrzanka") z przystankiem Brzeg Głogowski.
Przez wieś biegnie ważny węzeł transportu drogowego – droga wojewódzka nr 292. We wsi znajduje się jeden sklep spożywczy. Mieszkańcy mogą korzystać również z usytuowanej w tej miejscowości filii Biblioteki Publicznej w Nielubi. W Brzegu Głogowskim znajduje się również niewielki park.
Wieś w 1998 roku została zgazyfikowana. We wsi znajduje się pięć studni głębinowych, z których czerpie wodę Huta Miedzi Głogów, mieszkańcy wsi Brzeg Głogowski oraz okoliczne miejscowości.

## Nazwa
Nazwa pochodzi od nazwy brzeg rzeki. Wieś wzmiankowana po raz pierwszy zanotowana została w zlatynizowanej, staropolskiej formie „Breg” w łacińskim dokumencie z 1222 roku, w którym Jarosław obejmuje patronat nad kościołem w Bytomiu Odrzańskim. W 1295 w kronice łacińskiej Liber fundationis episcopatus Vratislaviensis (pol."Księdze uposażeń biskupstwa wrocławskiego") miejscowość wymieniona jest w zlatynizowanej formie Brseger alias Brega. Nazwę wsi zanotowano również jako Brega oraz Brseger w (1305 r.). 

## Historia
Najstarsze wzmianki o kościele i rezydencji rycerskiej w Brzegu Głogowskim pochodzą z 1319. Właścicielami Brzegu Głogowskiego przez długi czas, bo aż do połowy XVI wieku, byli członkowie rodu von Glaubitz. W 1929 w Brzegu Głogowskim mieszkało 553 protestantów i 76 katolików.
W latach 1975–1998 miejscowość należała administracyjnie do województwa legnickiego.

## Zabytki
Do wojewódzkiego rejestru zabytków wpisane są obiekty:

### Kościół z XIII wieku
Jedną z najstarszych budowli ziemi głogowskiej jest kościół parafialny pw. Bożego Ciała, znajdujący się w Brzegu Głogowskim. Mimo wielu przeróbek zachowało się wiele elementów XIII-wiecznej architektury romańskiej. Kościół został wzniesiony z kamienia i cegły. Najstarszymi jego elementami, pochodzącymi z XIII stulecia, są zachowane w całości romańskie mury nawy głównej. Część wschodnia romańskiego założenia składała się z prezbiterium i kolistej absydy. Ściany nawy zdobił arkadowy fryz. Wieżę dobudowano w pierwszej połowie XIV wieku, a trzy stulecia później prezbiterium rozbudowano o dwie kaplice - północną i południową. Kaplice oraz prostokątna absyda posiadają sklepienia krzyżowe bez żebrowe (z bogatą barokową sztukaterią), nawa zaś – żagielkowe. W XVIII wieku dobudowano zakrystię. W wyposażeniu wnętrza, w którym znajdują się fragmenty architektury romańskiej, dominują elementy renesansowe i barokowe. Po stronie północnej położona jest drewniana ambona wykonana w stylu renesansowym. W centralnej części prezbiterium umieszczono na płótnie obraz olejny "Wieczerzy Pańskiej" z pierwszej połowy XVIII wieku, który choć jest w stylu barokowym, posiada renesansowe ramy. W prezbiterium zawieszona jest także srebrna lampa ufundowana przez rodzinę von Canon w 1720. Najciekawszym elementem wyposażenia kościoła jest znajdujący się w południowej kaplicy ołtarz – epitafium głogowskiego starosty Georga Rudolpha von Zedlitz i jego żony Barbary Wiedelbach. Na uwagę zasługują także nagrobki Wolfa von Glaubitza i jego żony Marii, pochodzące z drugiej połowy XVI wieku, które umieszczono w przedsionku. Po stronie południowej, na ścianie zewnętrznej kościoła wmurowane są epitafia poświęcone pastorowi Spechtowi. Przed głównym wejściem stoi kamienna figurka Matki Bożej, ufundowana w 1691 r.
- cmentarz, wraz z kościołem otoczony jest murem
- plebania, z pocz. XIX w.

### Zespół pałacowy z XVIII–XIX wieku
We wsi znajduje się dobrze zachowany zespół pałacowy. Pałac usytuowany jest na wzgórzu, stromo opadającym od północy na obszar łąk nadodrzańskich. Po jego wschodniej stronie położony jest park, pochodzący prawdopodobnie z połowy XIX wieku, choć założenie parkowe istniało już w XVIII stuleciu. Pierwsza rezydencja rycerska powstała w średniowieczu. Najprawdopodobniej był to dwutraktowy renesansowy dwór z początku XVI wieku, który byt podstawą obecnej budowli. Bernhard von Herberstein przebudował go w latach 1671–1685, powiększając o część południową. Pałac początkowo posiadał szczyty i wieżę. Elewacja południowa, północna i wschodnia zachowały dekoracje płycinowe z drugiej połowy wieku XVII, a w zachodniej części pałacu umieszczony jest ozdobny kamienny portal z drugiej połowy XVIII stulecia. Pałac przebudowywano jeszcze dwukrotnie: w 1866 i na początku XX wieku. W tej dwukondygnacyjnej budowli ocalały na parterze (w części północnej i środkowej) pomieszczenia z oryginalnymi sklepieniami. Sień posiada strop zwierciadlany, zaś pomieszczenia części południowej pokryte są stropami. Z drugiej połowy XVIII wieku pochodzą dwie oficyny w portalach, w których wykuto datę 1667.
- park, znajduje się po wschodniej stronie budowli, pochodzi z połowy XIX wieku, ale samo założenie parkowe jest kilkadziesiąt lat starsze
- dwie oficyny.

## Pozostałe informacje
Na wschód od ul. Lawendowej znajduje się cmentarz parafialny.

## Sąsiednie gminy
- Bytom Odrzański, Gaworzyce, Głogów, Głogów, Jerzmanowa, Kotla, Siedlisko